# Partners (álbum)
Partners es el trigesimocuarto álbum de estudio del músico estadounidense Willie Nelson publicado por la compañía discográfica Columbia Records en 1986. Llegó al puesto trece en la lista estadounidense Top Country Albums de Billboard, mientras que el sencillo «Partners After All» alcanzó el puesto 24 en la lista Top Country Singles.

## Lista de canciones
1. "Partners After All" (Bobby Emmons, Chips Moman) - 3:35
2. "When I Dream" (Sandy Mason) - 3:40
3. "Hello Love, Goodbye" (Johnny Rodriguez) - 4:01
4. "Heart of Gold" (Neil Young) - 3:11
5. "Kathleen" (Willie Nelson) - 5:20
6. "Something" (George Harrison) - 3:20
7. "So Much Like My Dad" (Bobby Emmons, Chips Moman) - 3:30
8. "My Own Peculiar Way" (Willie Nelson) - 2:56
9. "Remember Me (When the Candlelights are Gleaming)" (Stuart Hamblen) - 3:31
10. "Home Away From Home" (Bobby Emmons) - 2:56

## Personal
- Willie Nelson - guitarra, voz
- Chips Moman - guitarra
- J.R. Cobb - guitarra y coros
- Reggie Young - guitarra
- Mike Leech - bajo y mandolina
- Bobby Emmons - teclados
- Bobby Wood - teclados y coros
- Gene Chrisman - batería
- Johnny Gimble - violín
- Mickey Raphael - armónica
- The "A" Strings - orquestación
- David Mayo, Paul Davis, Rebecca Evans Russell, Rick Yancey, Sam Shoup, Stephony Smith, Toni Wine - coros

## Posición en listas
| País           | Lista              | Posición |
| -------------- | ------------------ | -------- |
| Estados Unidos | Top Country Albums | 13       |